# ケニア危機 (2007年-2008年)

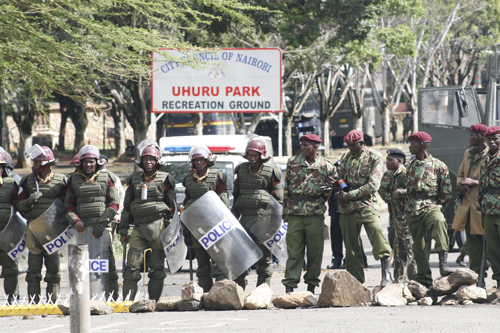
抗議集会を阻止する警察部隊

ケニア危機（ケニアきき）は、ケニアで2007年12月27日から2008年2月28日までに起きた暴動とそれによって叫ばれた政治危機である。暴動やその鎮圧によって1,000人を越える死者を出し、今なお数多くの国内難民を抱えるケニアにおいて建国以来最大の国内紛争であった。

## 概要
2007年12月27日に行われた大統領選挙で、キバキ派とライラ・オディンガを中心とした改革派（ODM:オレンジ民主運動）との一騎討ちと言える選挙が行われた。同年12月30日、選挙委員会はムワイ・キバキ大統領の勝利を報告したが、不服を持ったライラ・オディンガ及びオレンジ民主運動の支持者たちが抗議活動したが、不服は認められなかった。不服とした野党勢力が行った抗議行動は、ナイロビのスラムやリフト・バレー州において両派衝突による暴動へと発展した。対立が煽られ、双方とも攻撃し、警察の鎮圧によることも含めて冒頭のとおり、大勢の死者と国内避難民が発生した。教会へ避難した市民が他民族の暴徒に焼き討ちされて焼き殺されるという悲惨な事件も起こった。そして、ODMの国会議員の暗殺も相次いで発生した。
2008年2月28日、国連前事務総長コフィー・アナンらによる数度の仲介によりオディンガを首相とする連立政権に合意した。これにより暴動が鎮静化した。

## 背景
2002年の大統領選挙ではキバキのケニア国民連合 (NAK) とオディンガの自由民主党 (LDP) は国民虹の連合 (NARC)として協力関係にあり、キバキ政権は大統領権限の多くを移譲する首相権限を新設しオディンガを首相に据える密約があった。キバキは政権に就くとこの合意を反古にし、自由民主党は旧政権党のケニア・アフリカ民族同盟 (KANU)と共にキバキ政権と対立するようになった。キバキはそれまで弾圧されてきたケニア土地自由軍の名誉回復を認めた他、ゴルフ仲間の登用など、キクユ族優遇と看做されるようになった。オディンガはオレンジ民主運動 (ODM) を結成、キバキは、国民統一党（PNU）を結成し、2007年選挙では両者の一騎討ちとなる。その結果、選挙の不正も指摘される中、予想と大きく離れた結果であったキバキ勝利の選挙結果への不満が反対派の政治行動、そして両者や治安当局も含めた暴力紛争へと発展した。対立候補のライラ・オディンガの出身のルオ族などの他の民族とキバキ大統領の出身であるキクユ族などのもともとあった土地問題なども原因のひとつである。

## タイムライン
2007年12月27日　大統領選挙実施
2007年12月28日　オディンガの得票が上回っていると報道
2007年12月29日　オディンガが（まだ開票中に）勝利宣言。しかしキバキの票が追い上げる。
2007年12月30日　選挙管理委員会がキバキ勝利と発表。同日キバキ大統領就任を宣言。選挙の結果発表と同時にキクユ人への暴力あいつぎ、リフトバレー州では教会焼き討ちによる30人以上の死者も発生。（両陣営の選挙結果への不正不満の訴えが続く）
2008年1月3日　ナイロビのウフル公園で、ODMと支持者の抗議行動が実施され、一部警官隊と衝突。
2008年1月4日　ODM側が再選挙要求。
2008年1月5日　キバキが連立政権樹立を提案（米国務次官との会談後）。当初、オディンガは再選挙を要望したが、国際的な調停者による調停があれば、和解に応じる見解を示す。ナイロビでの暴動が静まる。
2008年1月8日　オディンガが当日予定していた抗議行動を中止すると宣言し、（キバキが招聘した）ガーナのクフォー大統領が調停者となることを発表。キバキは17閣僚を指名した。
2008年1月9日　クフォー大統領がキバキとオディンガと別々に面談。話はまとまりかけるが、キバキが署名を拒絶する。
2008年1月10日　クフォー大統領が帰国するが、両者が、国連のアナン前事務総長および国際的なアフリカの有識者を調停者とすることを決めたと述べた。アナンは15日まではスケジュール的に来訪できないとコメント。キバキ側は閣僚を就任させる。
2008年1月15日　議会が開催されたが、議長選出で両陣営がもめる。アナン到着が風邪のために数日遅れることとなった。
2008年1月16日-18日　ODM側がナイロビ等全国で抗議行動。警官による鎮圧で抗議側に2名の死者が出る。
2008年1月22日　アナン到着。
2008年1月23日　騒乱の死者追悼式。一部、警官が追悼式側と混乱。ウガンダのムセベニ大統領と両者が別々に面談。
2008年1月24日　アナンの要望で、キバキとオディンガが選挙後初めて面談。協力しあうことと混乱収拾に同意。
25日にオディンガが和解拒否発言。リフトバレー州などで騒乱が起き、ODM側の扇情が指摘されている（関係者は否定）。この同時期、24-25日に、リフトバレー州のナクルにおいて、キクユ人に対する暴力や建物・住居への破壊（放火等）が相次ぐ。その結果、12名以上の死者が発生。28日までにキクユ人による復讐により、ナクルでは少なくとも64人のルオ人が殺害され、（12月の事件の復讐とも言える）ナイバシャでの避難民へのキクユ人暴徒の放火による19名死亡を含む。
2008年2月1日　バン国連事務総長が、ナイロビ到着。アナン前事務総長が、両者の和解合意を発表。
2008年2月28日　両者の最終合意。

## 影響
ケニアは、これまで他のアフリカ諸国と違い、独立してから混乱がなかったから『アフリカの優等国』と呼ばれていた。そのため、今回の事件は世界中に衝撃を与えた。
この事件の背後に存在した、政治家、高級官僚、警察関係者、民間人の刑事責任を問う声があった。国際刑事裁判所(ICC)は、大物政治家も含めた捜査を開始し、2010年12月に、ケニヤッタ、ルト等の6名の容疑者の名前を公開した。6名は、ICCの審理によって、刑事罰を受けると見られた。しかし、2014年（ウフル・ルトがその年の3月の選挙でそれぞれ大統領・副大統領となったが）以降、ICC訴追は取り下げられたこととなり、ウフル・ルトの両名も含めて処罰されなかった。